# Synalus
Synalus is een geslacht van spinnen uit de familie van de Thomisidae (krabspinnen).

## Soorten
- Synalus angustus (L. Koch, 1876)
- Synalus terrosus (Simon, 1895)